# Écran magique

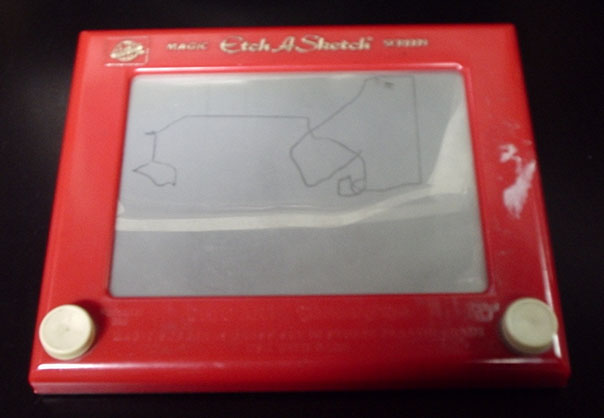
Un écran magique

Pour les articles homonymes, voir Télécran (homonymie).
Cet article concerne le jouet. Pour l'objet du roman 1984 de George Orwell, voir Télécran.
Ne doit pas être confondu avec Ardoise magique.
L'écran magique, plus connu sous les noms commerciaux de Télécran en France et dans les pays francophones et de Etch-A-Sketch aux États-Unis, est un jouet inventé en 1959 par le Français André Cassagnes. Il permet aux enfants de dessiner sur une tablette spéciale aux moyen de deux boutons à tourner contrôlant le déplacement d'un stylet. 

## Historique
En France et en Europe, il est distribué à partir de 1960 par la société des Jouets Rationnels sous le nom Télécran. Dans le reste du monde, il est produit et commercialisé par la société américaine l'Ohio Art Company (en) depuis 1960 sous le nom de Etch A Sketch, formé à partir du verbe to etch, graver, marquer et du nom sketch, esquisse. De 1960 à 1964, 1 000 à 3 000 Télécran sont fabriqués chaque mois dans l'usine M.A.I. de Paul Chaze au Kremlin-Bicêtre, puis dans les locaux plus vastes de la société Parme à Montreuil. Le rythme de production s'accroît jusqu'à 25 000 unités par mois. Les enfants et la nièce de Philippe Mayer, le fondateur des Jouets Rationnels, ainsi qu'un salarié de l'agence publicitaire, posent pour la photo intérieure de la boîte du Télécran. Celle-ci sera utilisée pendant de nombreuses années. En France, durant les années 1960, il se vend en moyenne 33 000 Télécran par an. Le jouet est ensuite commercialisé par la Compagnie Générale du Jouet et enfin par Joustra. 

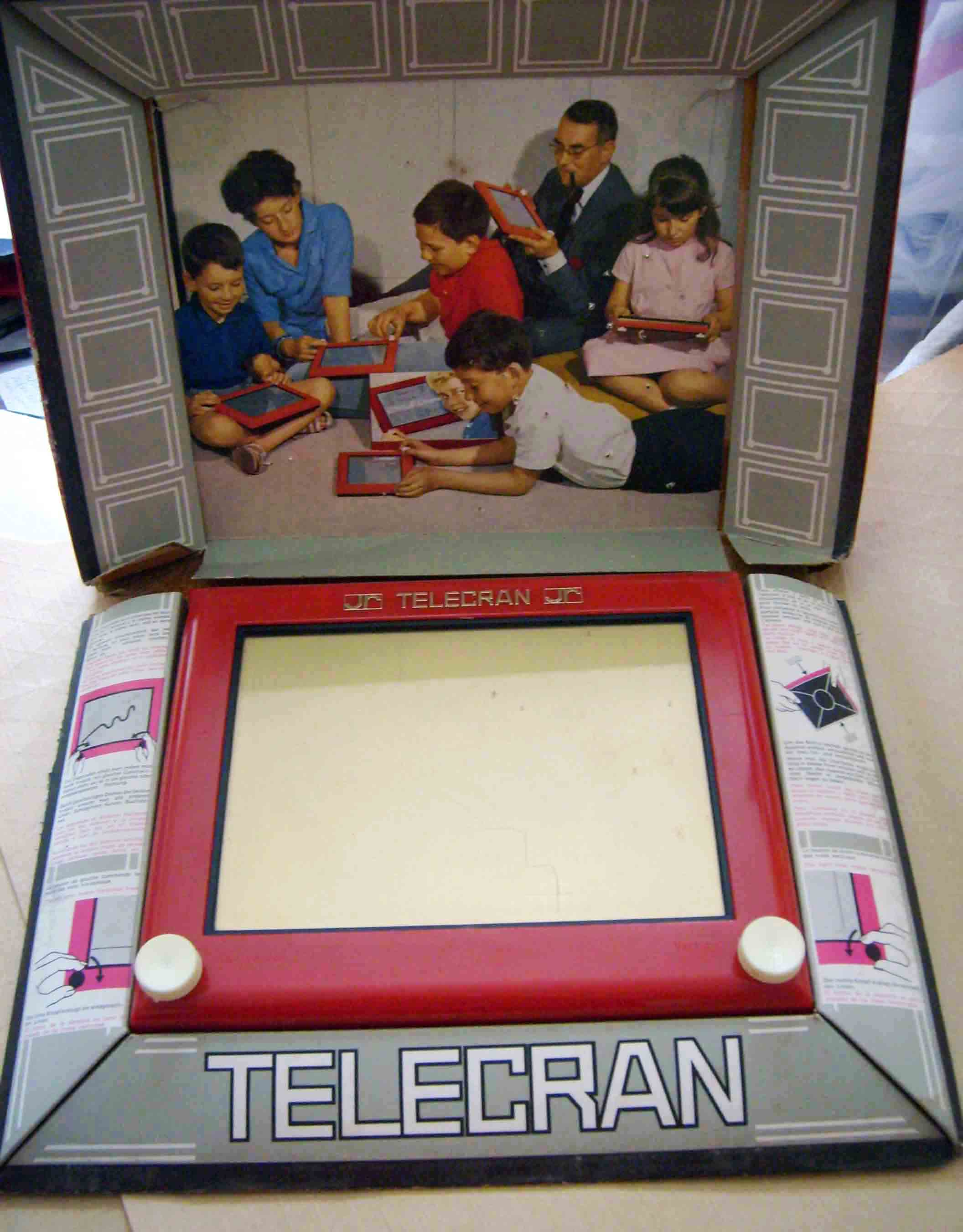
Télécran et photo intérieure de la boîte où apparaissent les enfants et la nièce de Philippe Mayer, le dirigeant des Jouets rationnels.

### Dépôt de brevet
N'ayant pas l'argent nécessaire pour déposer un brevet, André Cassagnes fait appel à un investisseur, qui charge son trésorier, Arthur Granjean, des écritures et démarches administratives. De ce fait, le nom de ce dernier apparaît sur le dépôt de brevet, entraînant une erreur sur la paternité de l'invention, très fréquemment attribuée à tort à Arthur Granjean, et non à son légitime inventeur André Cassagnes.

## Description

### Utilisation
Le jouet rectangulaire, relativement plat, ressemble un peu à un écran de télévision. Il comporte deux boutons qu'il faut tourner pour déplacer un curseur qui dessine une ligne, horizontale (bouton gauche) ou verticale (bouton droit). En tournant simultanément les deux boutons on obtient un semblant de ligne oblique. Toutes sortes de dessins sont ainsi réalisables, la seule contrainte est l'impossibilité de "lever" le stylet. Le tracé est forcément continu.
Pour effacer le dessin, il suffit de secouer l'objet, après l'avoir retourné.

### Mécanisme interne
En interne, chaque bouton actionne une tige qui est la coordonnée d'un stylet et qui le déplace contre la face interne de l'écran. Cette face interne, transparente, est recouverte de poudre d'aluminium opaque qui y adhère par électricité statique. Le déplacement du stylet gratte la poudre, dont l'absence laisse voir le fond noir du jouet et donne l'impression de laisser une marque.
Le mécanisme de déplacement du stylet est relativement sophistiqué pour un jouet de coût modéré produit à grande échelle : il contient dix poulies, six câbles et deux rails.

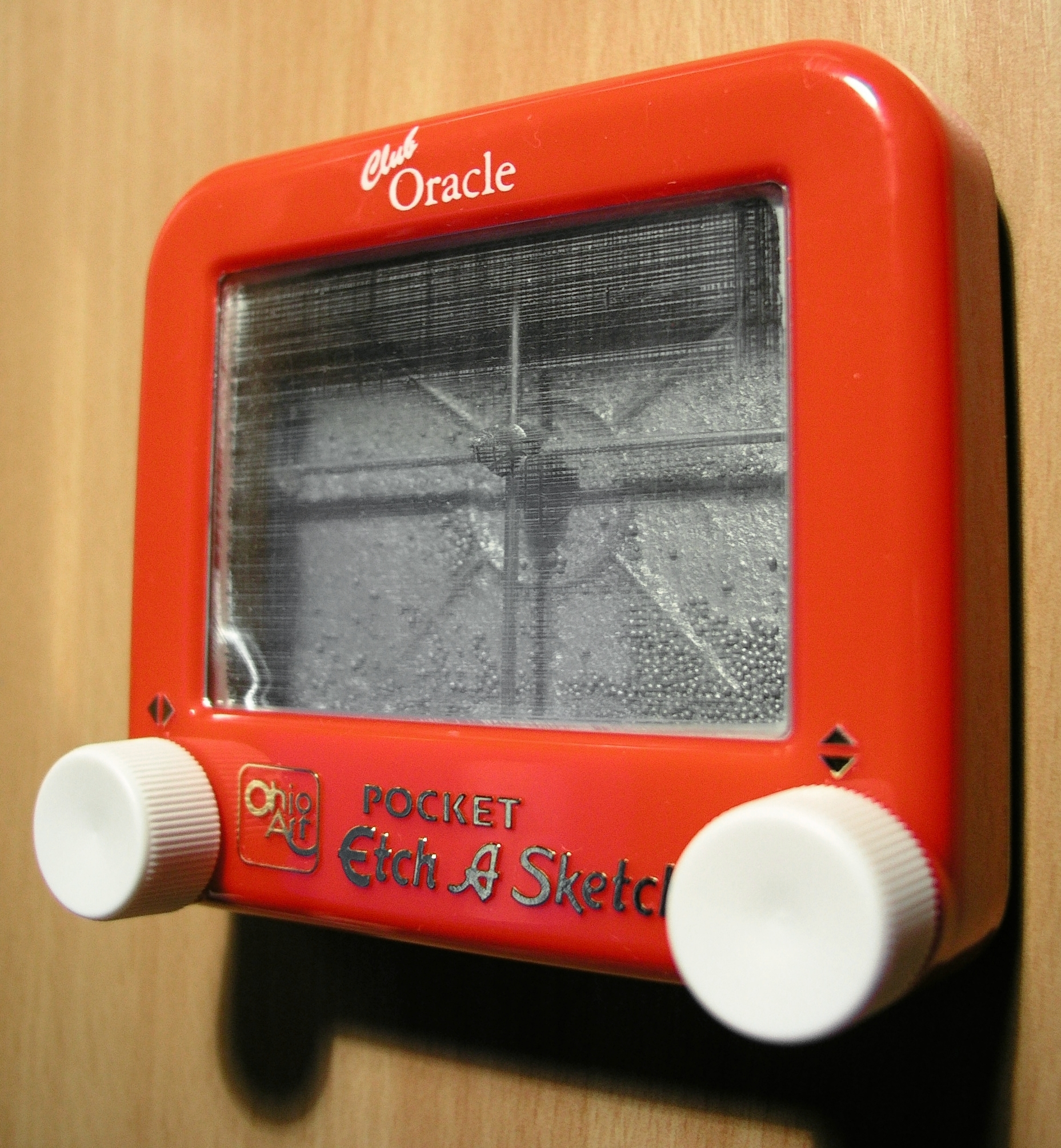
L'intérieur d'un Télécran de poche

Secouer le jouet à l'envers remet sur l'écran la poudre d'aluminium, qui est étalée de manière uniforme pas des petites billes de plastique qui produisent le bruit caractéristique de l'effacement.

## Postérité
Lancé en plein apogée du baby-boom, l'écran magique est un des jouets les plus connus de cette génération, et il reste encore populaire de nos jours. L'écran magique fait partie du National Toy Hall of Fame aux États-Unis.
À la fin des années 1990, l'écran magique (Etch-a-sketch) apparaît dans les films d'animation Toy Story (1995) et Toy Story 2 (1999) consacrés au monde des jouets, et entraîne un regain de popularité et de vente.

## Art
Plusieurs artistes utilisent, de façon plus ou moins exclusive, un écran magique comme technique de dessin. Le pionnier probable est Jeff Gagliardi, spécialisé dans la reproduction d'œuvres célèbres, qui a fait l'objet d'expositions au Musée d'Art de Denver et au Berkshire Museum (en). On peut encore citer aux États-Unis Jane Labowitch, et George Vlosich, ainsi que le dessinateur français Boulet.
La contrainte imposée par le stylet en contact continu avec la surface se rapproche de la technique classique du trait de plume, une enluminure ou un dessin réalisé sans lever la plume du papier.

## Produits dérivés

### Jouets électroniques
Dans les années 1980, le fabricant original Ohio Arts lance deux versions électroniques du jouet sous le nom Etch A Sketch Animator.
En 1986, il diffuse un jeu électronique autonome et bon marché, reprenant les deux boutons rotatifs traditionnels, comportant un écran matriciel LCD de 30 x 40 pixels et plusieurs boutons additionnels. L'appareil permet d'enregistrer les images créées et de réaliser des animations comptant jusqu'à 12 images.
L'année suivante, Ohio Arts produit une version nettement plus sophistiquée (et chère), sous le nom Etch A Sketch Animator 2000. Les boutons ronds sont remplacés par un "touchpad magique" et l'ensemble ressemble plus à un ordinateur portable miniature, avec une résolution d'écran LCD de 60 x 40 pixels et 196 Ko de mémoire, permettant de stocker plus d'images et de créer des boucles d'animation. L'appareil est également extensible grâce à plusieurs cartouches de jeu complémentaires.
Enfin, en 2004 sort une version mini-console autonome sous le nom Etch A Sketch ETO, qui permet de dessiner sur un téléviseur avec une manette de jeu classique, avec l'ajout de couleurs et d'effets sonores.

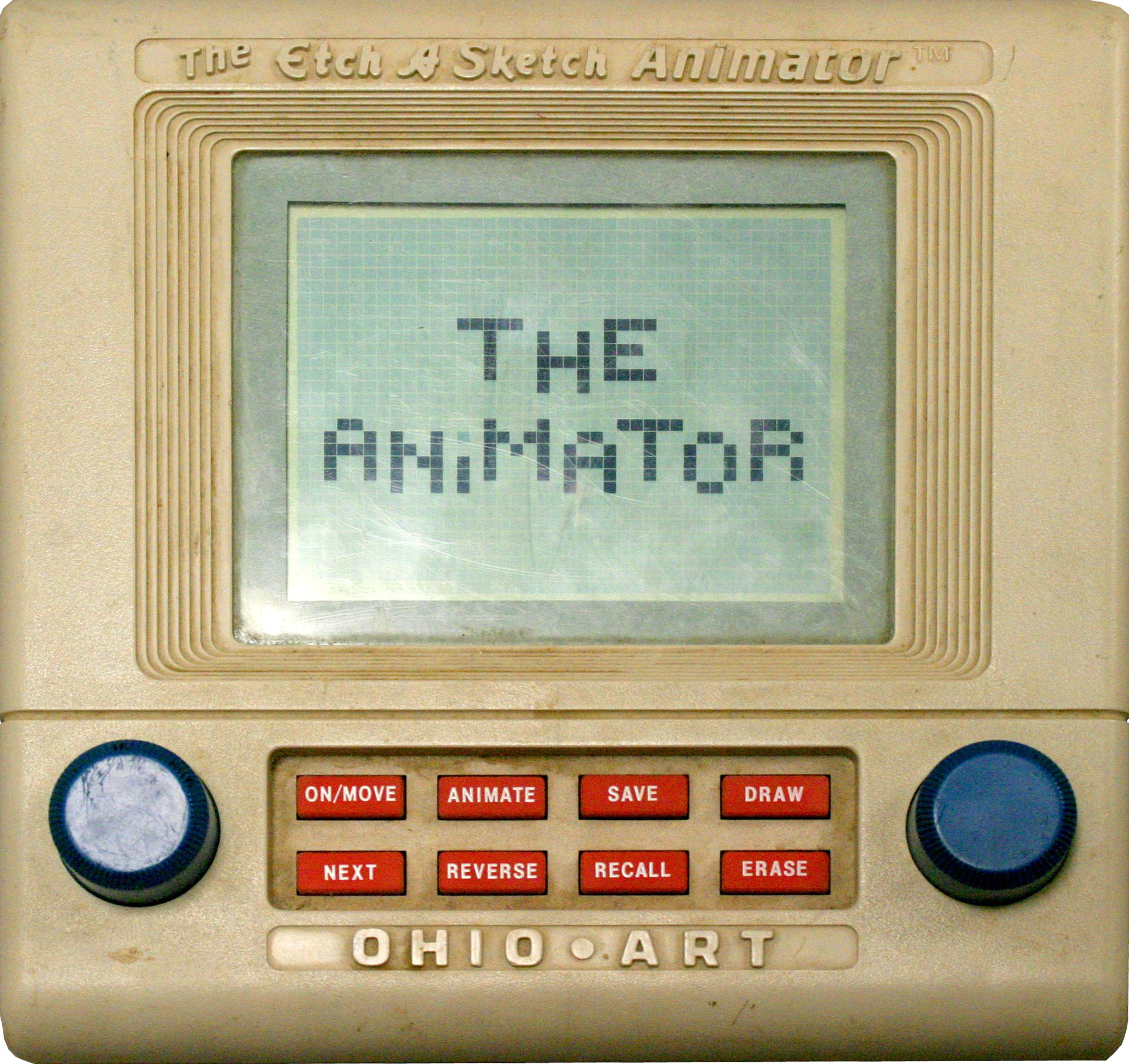
Animator, 1986
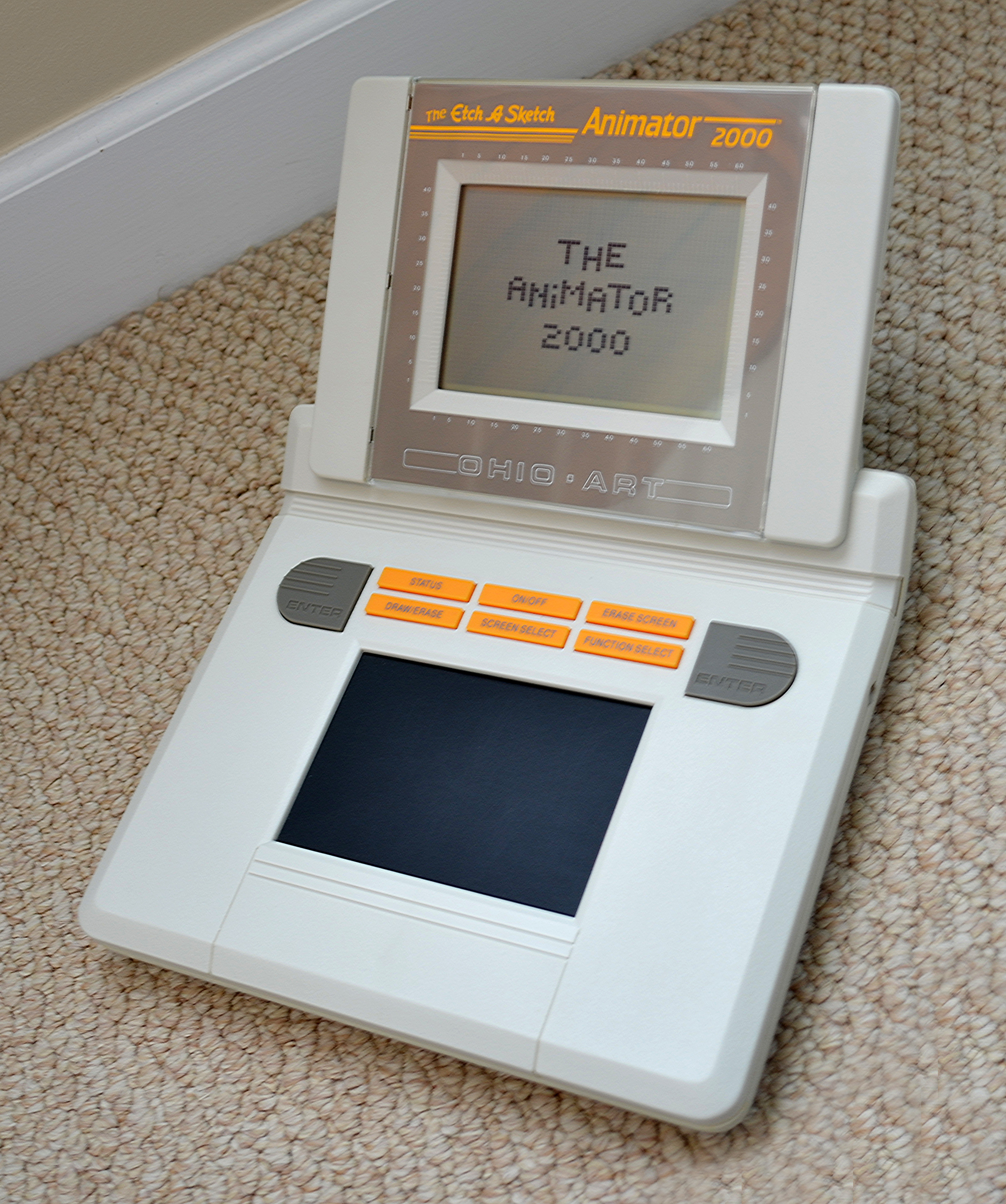
Animator 2000, 1987

### Color Etch A Sketch
En 1993, Ohio Arts innove avec une version "couleurs" du jouet baptisée Color Etch A Sketch. Si le mécanisme de base reste identique (un stylet et deux boutons pour contrôler le déplacement), l'outil de dessin est totalement différent de l'original. Le stylet est muni d'une pointe feutre parmi 6 couleurs interchangeables, et la surface est constituée d'un papier semi-transparent plaqué sous le capot en plexiglass du jouet. Chaque dessin peut ainsi être conservé, en contrepartie du matériel consommable (feuilles et pointes feutres).